# Epeoloides
Epeoloides is een geslacht van vliesvleugeligen uit de familie van de Apidae (bijen en hommels). Het geslacht werd voor het eerst wetenschappelijk beschreven door Giraud in 1863.

## Soorten
Het genus bevat de volgende soorten:

- Epeoloides coecutiens (Fabricius, 1775)
- Epeoloides pilosula (Cresson, 1878)